# Вільям Томпсон (веслувальник)
Вільям Томпсон (англ. William Thompson, 19 липня 1908 — 8 лютого 1956) — американський академічний веслувальник.
Олімпійський чемпіон 1928 року в складі вісімки.